# Gaetano Zappalà (giornalista)
Gaetano Zappalà (Catania, 13 novembre 1931 – Catania, 6 gennaio 1993) è stato un giornalista, scrittore e poeta italiano.

## Biografia
Figlio di Salvatore Zappalà e Savina Manzella (sorella di Gesualdo Manzella Frontini e Titomanlio Manzella) e cugino di Igor Man, ha esordito a sedici anni, pubblicando un gruppo di poesie sulla rivista letteraria Camene diretta da Gesualdo Manzella Frontini. È stato collaboratore fisso del quotidiano La Sicilia, capo ufficio stampa del Comune di Catania, direttore di Catania – Rivista del Comune, docente all'Istituto Superiore per il Giornalismo dell'Università di Palermo (sezione distaccata di Acireale).
Incluso nell'Antologia degli scrittori catanesi, pubblicata nel 1954 a cura di Leonardo Sciascia, è citato nel "Dizionario dei Poeti, Scrittori e Artisti del nostro tempo" e nel volume Alla scoperta di Catania di Santi Correnti.
Ha lasciato una notevole produzione poetica apprezzata dai critici. Nel 1973 è stato finalista del premio di poesia "Il Ceppo" di Pistoia, nel 1974 gli è stata assegnata la medaglia d'oro del premio di poesia "Reitano Mauceri", nel 1981, nel premio letterario "Casentino" di Firenze, ha ottenuto la segnalazione speciale della giuria. Nel 1982 gli è stato conferito, nell'ambito del concorso internazionale di poesia, narrativa e teatro "Città di Venezia", l'attestato di "personalità della cultura italiana".

## Raccolte poetiche
- Insonnia delle Fresie (1961 Ed. del Cavalluccio – Milano) - Monografia - Testo a stampa [IT\ICCU\SBL\0530553]
- Cristo muore ogni giorno (1972 Ed. Rebellato – Padova) - Monografia - Testo a stampa [IT\ICCU\SBL\0465341]
- Scomposizione dell'Universo (1983 Ed. Rebellato – Padova) - Monografia - Testo a stampa [IT\ICCU\CFI\0004674]